# Austrolebias nachtigalli
Austrolebias nachtigalli es un pez de la familia de los rivulinos en el orden de los ciprinodontiformes.

## Distribución geográfica
Se encuentran en Sudamérica: Brasil.